# Електронски факултет Универзитета у Нишу
Електронски факултет је високошколска установа у саставу Универзитета у Нишу. Основан је 1. октобра 1960. у Нишу. Тренутни декан је Владимир Ћирић.

## Историја
Отпочео са радом 1. октобра 1960. године као Електронски одсек Техничког факултета у Нишу, који је тада био у саставу Универзитета у Београду.
У почетку је настава извођена у оквиру „Завода РР" (касније Електронска индустрија) да би од 1964. године отпочела настава у згради Техничког факултета.
Године 1965, формира се Универзитет у Нишу и Технички факултет постаје саставни део Нишког универзитета.
Од 1968. године Електронски одсек прераста у факултет и почиње да ради самостално као Електронски факултет у Нишу.
Од 24. јуна 1982. године факултет има и своју зграду са 4 амфитеатра, 40 учионица и 30 лабораторија. Факултет сарађује са многим институцијама у Србији и иностранству (предузећа, факултети, универзитети, институти).

## Студијски програми

### Основне академске студије
На студијском програму Електротехника и рачунарство, уз примену високо постављених стандарда квалитета наставе, образују се студенти за професију инжењера електротехнике и рачунарства у складу са потребама привреде, економије и друштва у целини. По завршетку студија добија се звање инжењер електротехнике и рачунарства.
Настава је организована у 8 семестара (четири школске године) и носи укупно 240 ЕСПБ бодова. Студије карактерише стицање општих инжењерских знања у оквиру прве године (два семестра), а од трећег семестра студенти могу да бирају уже области у оквиру 6 модула:
- Електроенергетика (ЕЕН)
- Електронске компоненте и микросистеми (ЕКМ)
- Електроника (ЕЛК) са подмодулима: Електронска кола и ембедед системи (ЕКЕС) и Мултимедијалне технологије (EМТ)
- Рачунарство и информатика (РИИ)
- Комуникације и информационе технологије (КИТ) са подмодулима: Комуникације и обрада информација (КИК) и Системско инжењерство и радио-комуникације (КСИ)
- Управљање системима (УПС)

### Мастер академске студије
Мастер академске студије су наставак основних академских студија и трају два семестра (годину дана) током којих студент стиче најмање 60 ЕСПБ бодова. На овај студијски програм се могу уписати само кандидати који су на основним студијама стекли најмање 240 ЕСПБ бодова. Укупан број бодова потребан за стицање академског назива мастер инжењер је 300 ЕСПБ.
Факултет организује следеће мастер програме:
- Вештачка интелигенција и машинско учење (српски језик)
- Електроенергетика (енглески и српски језик)
- Електроника и микросистеми (енглески и српски језик)
- Комуникације и информационе технологије (енглески и српски језик)
- Рачунарство и информатика (енглески и српски језик)
- Управљање системима (енглески и српски језик)

### Докторске академске студије
На Електронском факултету у Нишу организује се студијски програм докторских академских студија под називом Електротехника и рачунарство који траје 3 године. Академски назив који се стиче је доктор наука - електротехника и рачунарство. Исход процеса учења је знање и способност за самосталан научноистраживачки рад, коришћење литературе, решавање проблема, и креативно деловање које превазилази досадашња знања.

## Акредитација и квалитет
Електронски факултет је последњи пут акредитован 2019. године од стране Националног тела за акредитацију и проверу квалитета у високом образовању Србије (НАТ). Претходна акредитација је обављена 2013. године од стране Комисије за акредитацију и проверу квалитета.
Процес акредитације обухвата детаљну оцену свих стандарда квалитета, укључујући организацију студијских програма, квалитет наставе, научно-истраживачки рад и ресурсе. Високошколска установа није акредитована ако је нека од кључних оцена стандарда неодговарајућа.

## Научно-истраживачки рад
Значајан сегмент делатности факултета представља научно-истраживачки рад. Од 1990. године активан је Центар за научноистраживачки рад САНУ и Универзитета у Нишу, који представља заједничку иницијативу Српске академије наука и уметности и Универзитета у Нишу.
Центар има за циљ унапређење и координацију научно-истраживачких активности и сарадњу између академских и научних институција. Током свог рада, Центар је координирао бројне истраживачке пројекте и допринео развоју научне сарадње између САНУ и Универзитета у Нишу.

## Међународна сарадња
Факултет активно учествује у међународним програмима размене студената и сарадње са иностраним институцијама. У оквиру Erasmus+ програма, факултет има потписане споразуме са европским универзитетима.
Институционални координатор за Erasmus+ програм је проф. др Ивица Манић. Факултет прихвата студенте у размени искључиво на основу номинације од стране матичне институције. За стране студенте организовани су курсеви српског језика на Центру за српски као страни и други језик који делује у оквиру Филозофског факултета у Нишу.

## Студентски живот
Факултет води Регистар студентских организација у складу са Законом о студентском организовању. Статус студентске организације стиче се доношењем решења и уписом у регистар који води факултет.
Тренутно је регистрован Савез студената Електронског факултета у Нишу као основна студентска организација. Студентске организације имају важну улогу у делегирању студената за Студентски парламент Електронског факултета и организовању садржајнијег културно-забавног и спортског живота студената.

## Катедре
- Аутоматика
- Електроника
- Енергетика
- Математика
- Мерења
- Микроелектроника
- Рачунарство
- Телекомуникације
- Теоријска електротехника
- Опште образовани предмети

## Руководство факултета

### Декани
- Проф. др Тихомир Алексић (1969—1972)
- Проф. др Сава Аћимовић (1972—1975)
- Проф. др Радосав Ђорђевић (1975—1979)
- Проф. др Радосав Радовић (1979—1981)
- Проф. др Бранимир Ђорђевић (1981—1985)
- Проф. др Драгиша Крстић (1985—1989)
- Проф. др Нинослав Стојадиновић (1989—1994)
- Проф. др Братислав Миловановић (1994—1998)
- Проф. др Миодраг Арсић (1998—2000)
- Проф. др Живко Тошић (2000—2002)
- Проф. др Градимир Миловановић (2002—2004)
- Проф. др Драган Антић (2004—2012)
- Проф. др Драган Јанковић (2012—2018)
- Проф. др Драган Манчић (2018—2024 )
- Проф. др Владимир Ћирић (2024 -  )

### Продекани
- Мр Слободан Лазовић (1969—1972)
- Проф. др Александар Маринчић (1969—1972)
- Проф. др Радосав Ђорђевић (1969—1975)
- Проф. др Добрило Тошић (1972—1975)
- Проф. др Живко Тошић (1975—1979)
- Проф. др Радосав Радовић (1975—1979)
- Проф. др Божидар Ђуровић (1975—1979)
- Проф. др Љубомир Станковић (1979—1985)
- Проф. др Ванчо Литовски (1979—1981)
- Проф. др Драгиша Крстић (1979—1985)
- Проф. др Драгутин Митић (1981—1989)
- Проф. др Снежана Николић (1981—1985)
- Проф. др Видојко Раденковић (1981—1989)
- Проф. др Нинослав Стојадиновић (1985—1989)
- Проф. др Љиљана Живковић (1989—1994)
- Проф. др Миодраг Арсић (1989—1994)
- Проф. др Братислав Миловановић (1989—1994)
- Проф. др Миодраг Гмитровић (1989—2000)
- Проф. др Видосав Стојановић (1989—1994)
- Проф. др Милан Ковачевић (1994—1998)
- Проф. др Стојан Ристић (1994—1998)
- Проф. др Предраг Петковић (1994—1998)
- Проф. др Милун Јевтић (1998—2000)
- Проф. др Зоран Николић (1998—2000)
- Проф. др Драган Антић (2000—2004)
- Проф. др Драган Пантић (2000—2002)
- Проф. др Миле Стојчев (2000—2002)
- Проф. др Драган Драча (2002—2004)
- Проф. др Милан Радмановић (2002—2004)
- Проф. др Драган Тасић (2004—2015)
- Проф. др Зоран Перић (2004—2015)
- Проф. др Драган Јанковић (2004—2012)
- Проф. др Драган Денић (2012—2015)
- Проф. др Драган Манчић (2015—2018)
- Проф. др Бобан Веселић (2015— )
- Проф. др Небојша Дончов (2015— )
- Проф. др Леонид Стоименов (2018— )

## Познати професори и бивши студенти
Велики број студената, асистената професора са Електронског факултета у Нишу остварио је запажене резултате у свом професионалном и радном ангажовању у Нишу, Србији и Свету.
Види на страници : Познати професори и бивши студенти Електронског факултета у Нишу .
- Проф. др Тихомир Алексић, први декан факултета
- Проф. др Александар Маринчић академик, професор Електротехничког факултета у Београду.
- Проф. др Миодраг Гмитровић професор електротехнике, научник. привредник и проналазач
- Проф. др Миливоје Пејчић професор филозофије и писац
- Проф. др Драгутин Н. Митић професор електротехнике и електромагнетике. писац уџбеника и један од првих промотера Го игре у Нишу
- Др Зорица Пантић Танер, инжењер електронике, доктор електронике, научник, Асистент и доцент на Електронском факултету у Нишу, ректор Института за технологију Вентворт у Бостону, чланица саветодавног одбора Вентворта, професор и декан оснивач Техничког факултета Универзитета у Тексасу у Сан Антонију и директор Техничке школе на универзитету Сан Франциско .
- Проф. Др Радосав Ж. Ђорђевић , професор, научник и руководилац и организатор, који је као декан факултета у периоду 1965.-1979. година дао значајан допринос да се одобре средства, пројектује и изгради зграда Електронског факултета.
- Проф. др Ђорђе Бошан (физичар) професор на више факултета у Нишу и истакнути научник, привредник, руководилац и организатор заслужан за развој Електронске индустрије у Нишу и изградњу нове зграде Електронског факултета у Нишу
- Горан Ћирић, бивши градоначелник Ниша у периоду од 2000. до 2004.[1]
- Саша Пауновић, бивши градоначелник Параћина у периоду од 2004. до 2020.